# Bothwell Castle

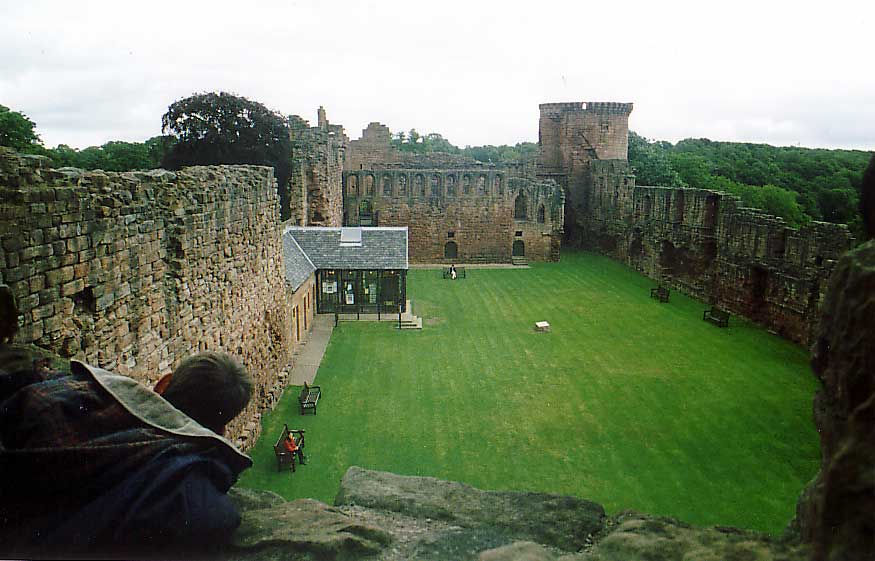
Stora salen och sydöstra tornet sett från kärntornet (donjon).

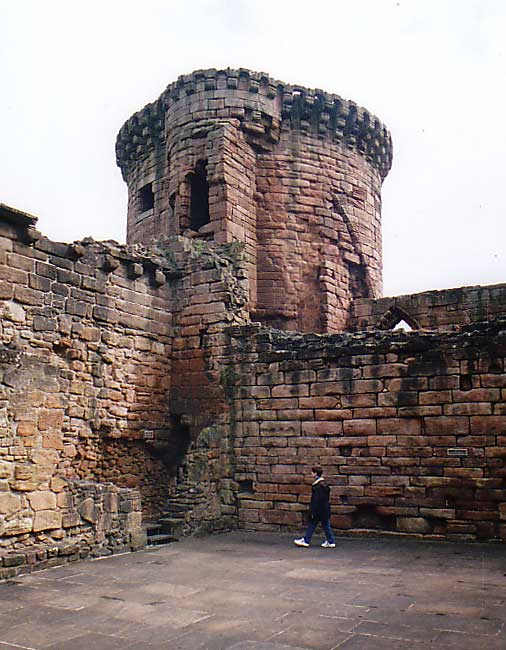
Sydöstra tornet sett från insidan av den taklösa stora salen.

Bothwell Castle  är en ruin av ett stort medeltida slott beläget på en hög, brant sluttning ovanför en krök av floden Clyde i South Lanarkshire i Skottland.
Den ligger mellan Uddingston och Bothwell, omkring 10 km sydost om Glasgow. 
Medlemmar i klanen Murray började bygga slottet vid mitten av tolvhundratalet för att skydda ett strategiskt övergångsställe av Clyde.
Det byggdes runt en donjon men innan slottet blev klart blev det skadat under flera belägringar då det bytte ägare. 
Efter slaget vid Bannockburn under skotska frihetskriget överlämnades det av den engelske slottsherren Walter Fitz-Gilbert av Hambledon till skottarna utan strid. Han blev rikt belönad av Robert I av Skottland och erhöll bland annat slottet Cadzow som gåva och blev även adlad som förste Baron av Cadzow.